# Абоньи, Иштван
Иштван Абоньи (венг. Abonyi István; 18 августа 1886, Будапешт — 5 июня 1942, там же) — венгерский шахматист, шахматный теоретик, журналист и функционер.
Серебряный призёр чемпионата Венгрии 1907 г.

## Биография
Родился в семье врача-стоматолога Йожефа Абоньи (1858—1914).
Окончил юридический факультет Будапештского университета. Работал адвокатом в Будапеште.
С 1914 по 1940 гг. занимал различные должности в Будапештском шахматном клубе (от секретаря до председателя).
Президент Венгерской шахматной федерации (1924—1934 гг.). Президент ИФШБ (Международного союза игры в шахматы по переписке, 1935—1939 гг.; организация являлась предшественницей ИКЧФ).
В 1924 г. возглавлял венгерскую делегацию на конгрессе ФИДЕ в Париже. Является одним из 15 основателей ФИДЕ.
С 1917 по 1919 и в 1922 гг. был главным редактором журнала «Magyar Sakkvilág». Также сотрудничал с изданиями «Világ» (1916 г.), «Képes Krónika» (1922—1923 гг.) и «Érdekes Újság» (1924 г.).
В 1928 г. Абоньи установил мировой рекорд, дав сеанс одновременной игры на 105 досках с результатом +79-6=20.

## Вклад в теорию дебютов
Абоньи (наряду с Ж. Барасом и Д. Брейером) является одним из изобретателей будапештского гамбита. Вероятно, он же первым применил этот дебют в турнирной партии (против Й. Эссера в небольшом турнире в Будапеште, 1916 г.). В 1922 г. в журнале «Deutsches Wochenschach» опубликовал статью с анализом варианта, который сейчас связывается с именем А. А. Алехина (1. d4 Кf6 2. c4 e5 3. de Кg4 4. e4 К:e5 5. f4 Кec6).
Также в ряде источников именем Абоньи называют дебют, известный как львовский гамбит или гамбит Теннисона.

## Книги и статьи
- Balla Zoltán: Modern sakk (Современные шахматы). Budapest, 1925. (предисловие к книге)
- A budapesti védelemről (Будапештская защита). Magyar Sakkvilág, 1925.
- Fejezetek a magyar sakktörténetből (Венгерская шахматная история). Kecskeméti tornakönyv. Kecskemét, 1928. (одна из глав сборника).
- Négy világváros sakkélete (Четыре мировых центра шахмат). Magyar Sakkvilág, 1932.
- Budapest 1 1/2 Berlin 1/2. Magyar Sakkvilág Könyvtára. 10. Kecskemét, 1939.